# Ferdinand de Grève
Ferdinand de Grève (* 19. Januar 1910 in Schaerbeek; † 1980) war ein belgischer Beamter und Widerstandskämpfer gegen den Nationalsozialismus, Häftling im KZ Buchenwald, Sekretär der belgischen Buchenwald-Gesellschaft und Mitglied des Generalrats des Internationalen Komitees Buchenwald-Dora und Kommandos.

## Leben
De Grève war in seiner Heimat Beamter im Staatsdienst. Er wurde am 8. Mai 1944 als politischer Gefangener in das KZ Buchenwald eingeliefert und bekam die Häftlingsnummer 49053. Er wurde dem Kommando „Lagerschutz“ zugeteilt und konnte sich dort an der Rettung zahlreicher Häftlinge beteiligen. Er wurde Mitglied der belgischen militärischen Sektion der Internationalen Militär-Organisation (IMO).
Als die NS-Herrschaft beseitigt war, kehrte er nach Belgien zurück, wurde Sekretär der belgischen Buchenwald-Gesellschaft und Mitglied im Generalrat des Internationalen Komitees Buchenwald-Dora und Kommandos.